# Ruellia carmenaemiliae
Ruellia carmenaemiliae är en akantusväxtart som beskrevs av Llamozas. Ruellia carmenaemiliae ingår i släktet Ruellia och familjen akantusväxter. Inga underarter finns listade i Catalogue of Life.